# ترس (دفاع)

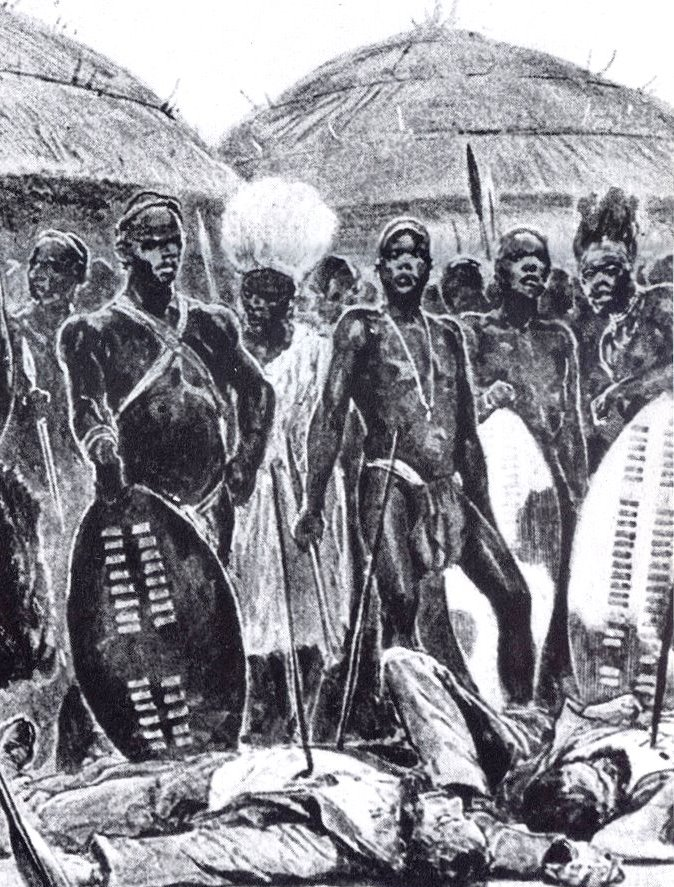
الزولو ومعهم تروس، جزء من لوحة تعود إلى عام 1847

التُّرْس (الجمع:  أتْراس وتِرَسَة وتِراس وتُروس)، ويسمى خطأً بالدرع، هو أحد أنواع أدوات الحماية الشخصية، والذي يهدف إلى اعتراض الهجمات، إما عن طريق منع المقذوفات مثل السهام أو عن طريق إعادة توجيه الضربات الموجهة من أدوات حرب مثل السيف أو الصولجان أو فأس الحرب بعيدًا عن حامل الترس.
تتنوع أحجام الأتراس تنوعًا كبيرًا، حيث إنها تتراوح بين الألواح الكبيرة التي تحمي جسد مستخدمها بأكمله إلى النماذج الصغيرة (مثل التروس) التي تُستخدم للحماية في القتال بالأيدي. كما تتنوع درجات سمك الأتراس أيضًا؛ حيث إننا نجد أن بعض الأتراس تُصنّع من الألواح الخشبية العميقة نسبيًا التي لها قدرة عالية على امتصاص الضربات لكي تحمي الجنود من تأثير الرماح وسهام الأقواس الإفرنجية، وهناك أنواع أخرى كانت أقل سمكًا وأخف وزنًا ومصممة بشكل رئيسي لصد ضربات السيوف.
في عصور ما قبل التاريخ وخلال فترة الحضارات القديمة، كان يتم تصنيع الأتراس من الخشب أو جلد الحيوان أو القصب المجدول أو الخوص. وفي العصرين الكلاسيكيين القديمين، عصر الهجرات والعصور الوسطى، كانت الأتراس تُصنع عادةً من خشب الحور أو الجير أو أي نوع خشب آخر مقاوم للتشقق - يتم تغطية الترس في بعض الأحيان بالجلد و/أو يتم تعزيزه بحدبات أو حواف أو أطواق معدنية- وكان يحمله الجنود المشاة والفرسان وجنود الفروسية.
وكان تحديد شكل الترس يتوقف على الزمان والمكان، فالترس يمكن أن يكون مستديرًا أو بيضاويًا أو مربعًا أو مستطيلاً أو مثلثًا، أو حتى به حواف من النتوءات المدورة. وفي بعض الأحيان، كانت الأتراس تتخذ أشكالاً مثل الطائرة الورقية أو المكواة أو الأشكال الثُمانية، أو كان يمكن أن يكون لها قمة مستديرة على قاعدة مستطيلة مع احتمالية إضافة تجويف للعين. يُمسك الترس عن طريق مقبض مركزي أو بواسطة أحزمة فوق يد المستخدم أو حولها.
في أغلب الأحيان، كانت الأتراس تُزين بتصاميم مزخرفة أو بتصوير حيواني، وقد تطورت هذه التصميمات إلى أدوات مميزة بعلم شعارات النبالة خلال أوج العصور الوسطى من أجل تيسير تحديد الهوية في ساحة المعركة. وقد استمرت بعض المجموعات في استخدام الأتراس، حتى بعد إنتاج البارود والأسلحة النارية وبدء استخدامها في المعارك. وفي القرن الثامن عشر، على سبيل المثال، رغب مقاتلو مرتفعات إسكتلندا في أن يستخدموا أتراسًا صغيرة (تعرف باسم طروج، وبحلول أواخر القرن التاسع عشر، قامت مجموعات من الشعوب غير الصناعية باستخدامها (مثل محاربي الزولو) عند شنهم لحروب.
وفي القرنين العشرين والحادي والعشرين، اُستخدمت الأتراس بواسطة وحدات الجيش والشرطة المتخصصة في مكافحة الإرهاب، وإنقاذ الرهائن، وقوات مكافحة الشغب، وكسر الحصار.

## عصور ما قبل التاريخ والعصور القديمة

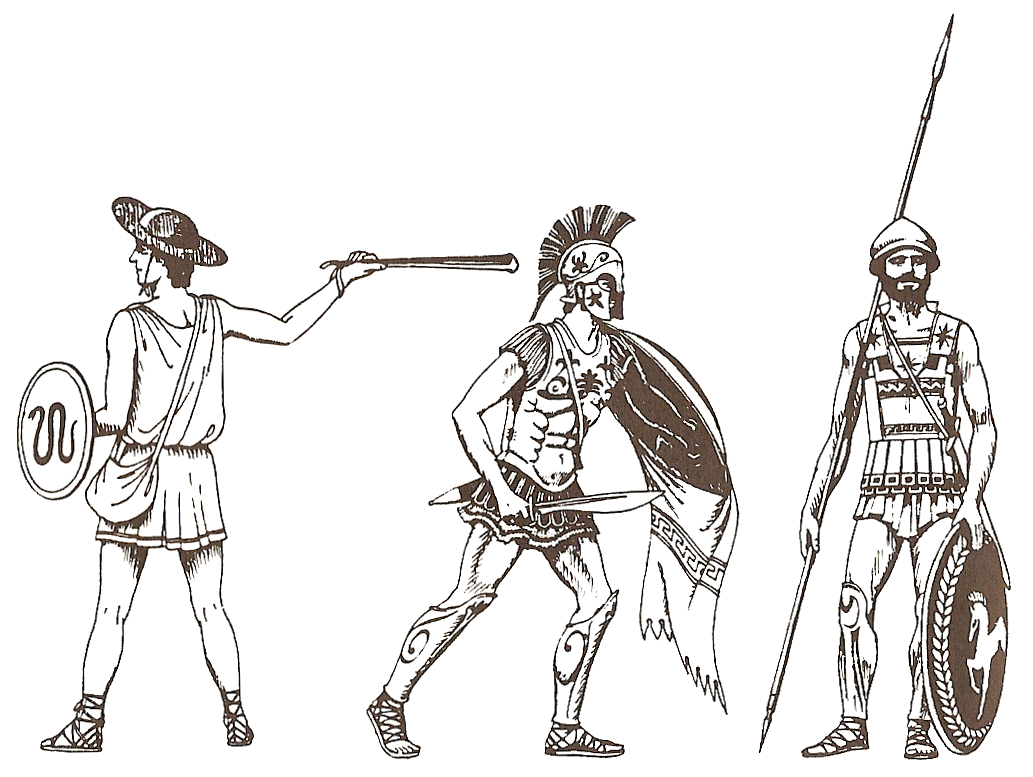
الجنود اليونانيون في الحروب اليونانية الفارسية. اليسار: أحد الرماة اليونان. اليمين - محارب الهوبلن وترس محارب الهوبلن الموجود على اليسار له ستار منسدل منه يعمل على الحماية من السهام.

أقدم شكل للترس كان عبارة عن أداة حماية مصممة لصد هجمات الأسلحة اليدوية مثل السيوف، أو الفؤوس والهراوات أو الأسلحة القاذفة على تنوعها والسهام. اختلفت بنية الأتراس كثيرًا عبر الزمان والمكان. في بعض الأحيان كانت الأتراس تُصنع من المعدن، ولكن استخدام الخشب أو جلد الحيوان في صناعة الأتراس كان أكثر شيوعًا؛ حتى الخوص ودرقات السلاحف كانت تستخدم في صنع الأتراس. تشير العديد من الأمثلة الباقية للأتراس المعدنية إلى أنها كانت تميل أكثر إلى أن تكون قد صُنعت كطقس شعائري أكثر منه للاستخدام العملي، وكمثال على ذلك نموذج أتراس ياثولم الذي كان في العصر البرونزي أو في العصر الحديدي، ترس باترسي. استخدمت الأتراس في تكوين كتائب الجيش اليوناني.
تنوع وزن الأتراس وحجمها كثيرًا. المحاربون ذوو التسليح الخفيف الذين يعتمدون على السرعة وعنصر المفاجأة يجب أن يحملوا أتراسًا خفيفة بشكل عام، سواء كانت هذه الأتراس صغيرة أو رقيقة. أما القوات الثقيلة فيمكن أن يتم تسليحهم بالأتراس المصقولة القوية التي يمكن أن تغطي معظم الجسم. العديد من الأتراس كانت تتمتع بوجود حزام يسمى طوق التعليق (guige) والذي كان يسمح لمستخدمه أن يعلقه على ظهره في الأوقات التي لا يستعمله فيها أو حين يكون على ظهر الفرس. خلال القرنين 14 و13 ق.م، كان يوجد ما يسمى بالسارد أو شردانا، وكانوا يعملون مرتزقة عند الفرعون المصري آنذاك رمسيس الثاني، وقد استخدموا أتراسًا مستديرة صغيرة أو كبيرة في مواجهة الحيثيين. استخدم الميسينيون نوعين من الأتراس: «الترس ثُماني الشكل» أو «ترس الكمان»، ونوعًا آخر مستطيلاً، كان يُسمى «ترس البرج» وكان مقوسًا من أعلى. كانت هذه الأنواع مصنوعة من الخشب والجلد، كما أن حجمها كان كبيرًا جدًا لدرجة أن المقاتل كان يمكن أن يختبئ كليةً خلف ترسه. استخدم قدماء الإغريق أو الهوبليتز (محاربو الهوبلن) أتراسًا خشبية على شكل صحن وكانت تُسمى "أتراس الأسبيس". أمثلة للأتراس الألمانية الخشبية منذ عام 350 قبل الميلاد - 500 ميلادي والتي نجت من التضحية بالأسلحة في المستنقعات الدنماركية.
الفيالق الرومانية ذات التسليح الثقيل كانت تحمل أتراسًا ضخمة تسمى الدرقة) والتي كانت توفر درجة حماية مرتفعة للغاية، ولكنها كانت تُعيق الحركة السريعة. اتخذ ترس الدرقة في الأصل شكلاً بيضاويًا، ولكنه تحول بالتدريج حيث تم قطع الأجزاء العليا والجانبية المقوسة للحصول على الشكل المستطيل المُتعارف عليه في جحافل جيش الإمبراطورية الرومانية. ومن المعروف عن الرومان أنهم استخدموا أتراسهم لصنع تكوين ترس أكبر على شكل درقة السلحفاة يسمى الترس والذي كان يُستخدم لمجموعات من الجنود الذين كانوا يختبئون داخل صندوق مدرع يوفر لهم الحماية ضد المقذوفات. كانت تحتوي العديد من تصاميم الأتراس القديمة على أكثر من مقبض من نوع واحد أو أكثر. والسبب في فعل هذا هو استيعاب هجمات الحِراب، وبالتالي تيسير تنفيذ الخطط الحربية التي تتطلب اقتراب الجنود من بعضهم البعض ليشّكلوا حائط صد من الأتراس.

## العصور الوسطى

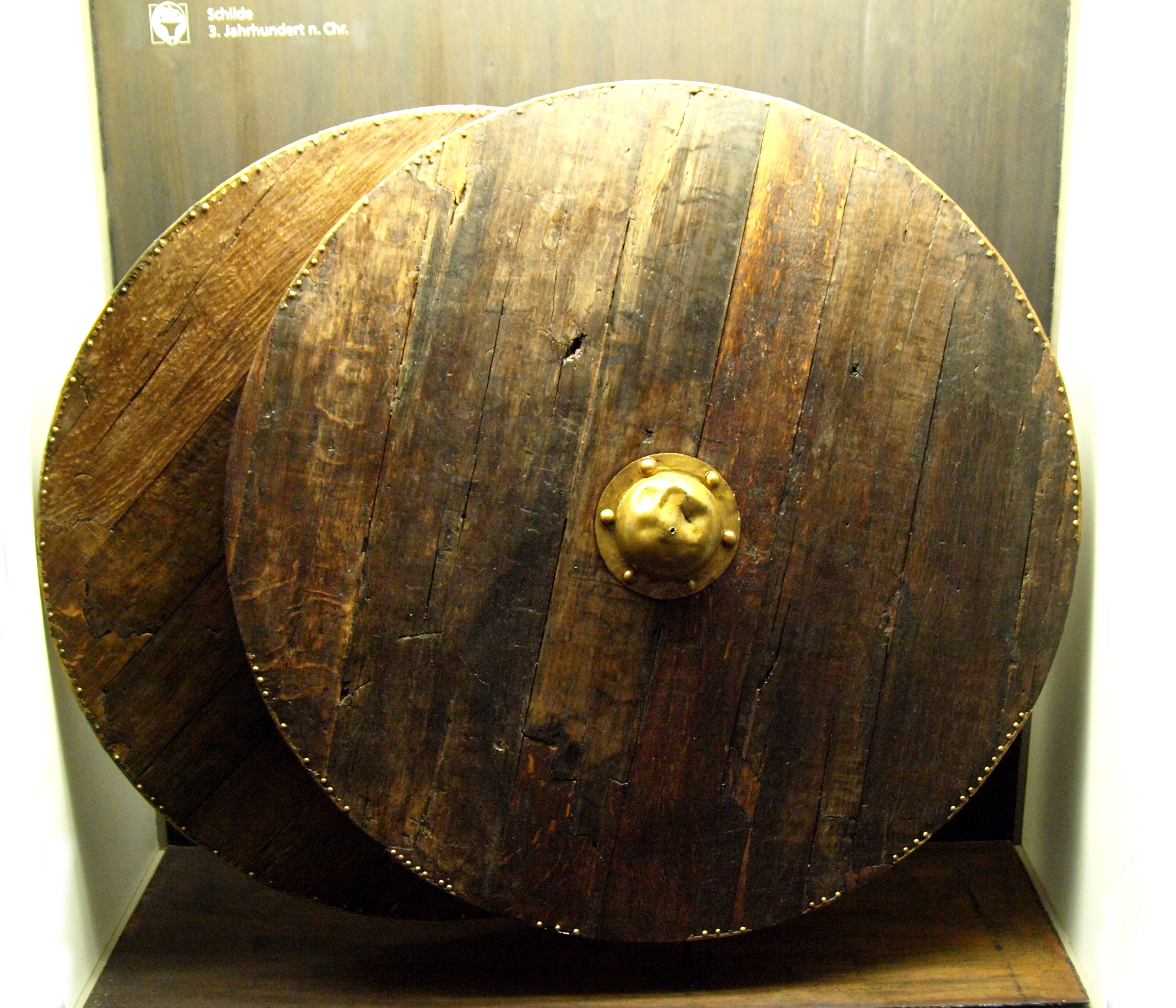
اثنان من الأتراس المستديرة التي بقت في مستنقع ثورسبيرج (القرن الثالث الميلادي)

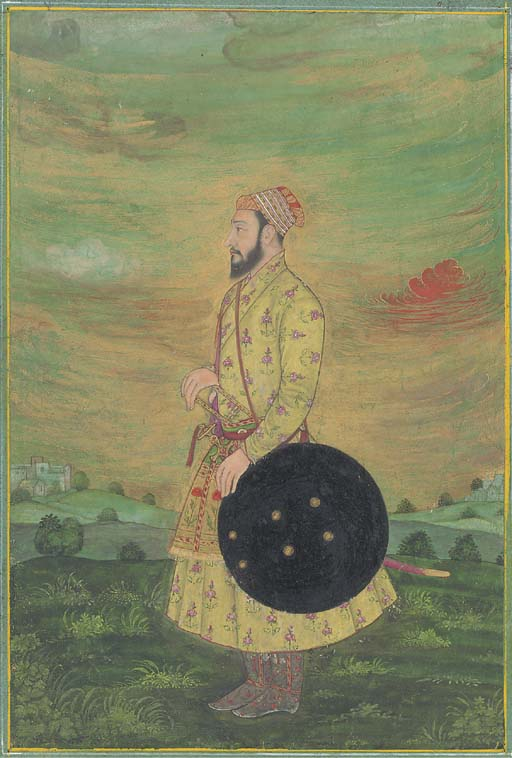
لوحة فنية رسمها في الغالب فنان مغولي. أحد رجال حاشية الملك يرتدي ثوبًا زهريًا ويتوجه إلى الجانب الأيسر حاملًا أسلحة وترسًا أسود.

في أوروبا في بداية العصور الوسطى، كانت الأتراس البدائية المستديرة المصنوعة من خشب الزيزفون المغطى من الجانبين بالجلد مثالية. بمرور الزمن، تم استبدال هذا النوع من الأتراس بترس الطائرة الورقية، والذي كان مستديرًا من أعلى ومدببًا من أسفل. وقد عمل هذا التصميم على توفير المزيد من الحماية لقدمي مستخدم الترس، دون إضافة قدر مبالغ فيه إلى وزن الترس. ترس الطائرة الورقية كان عادةً ما يستخدمه الخيالة (سلاح الفرسان).
ومع تطور الترس الواقي للجسم، أصبحت أتراس الفرسان أصغر، مما أدى إلى ظهور نموذج ترس التدفئة المتعارف عليه. كان يُصنع كل من نموذج ترس الطائرة الورقية وترس التدفئة من عدة طبقات من الخشب المغلف، مع وجود انحناء خفيف في المقطع العرضي. وقد أوحى نموذج ترس التدفئة بإنتاج الشكل الرمزي للأتراس المميزة التي مازالت تُستخدم حتى الآن. وأخيرًا، تم تطوير أشكال متخصصة من الأتراس مثل ترس اللسان (باوتش)، والذي كان له فتحة مفَرّغة في الركن العلوي الأيسر من الترس، وذلك لتساعد على سهولة توجيه الرمح أثناء القتال أو المعركة. ثم ظهر نوع آخر من الأتراس القائمة بذاتها والتي كانت تُسمى الترس المسنود (بافايس) وقد كان هذا النوع مدعومًا بقواعد يستند عليها، ليتمكن جنود الأقواس في العصور الوسطى من استخدامه لحمايتهم أثناء إعادة ملء الأقواس بالسهام.
وفي بعض الأحيان، كان بعض الفرسان المدرعين الذين يسيرون على أقدامهم يتخلون عن الأتراس بالكامل من أجل التمتع بحرية أكبر في الحركة والقدرة على حمل سلاحين يدويين. وهناك جزء آخر من الفرسان وأغلب الجنود الذين اعتمدوا على استخدام التروس (المصطلح الأصلي الذي اشتُق منه مصطلح المغامر أو المتهور). والترس هو عبارة عن ترس مستدير صغير الحجم، عادةً يتراوح قطره بين 8 و16 بوصة (ما يعادل 20-40 سنتيمترًا). وكان أحد أنواع الأتراس المعدنية القليلة التي شاع استخدامها. كان الترس خفيفًا وصغيرًا، كما أنه كان سهل الحمل عن طريق تعليقه من خلال حزام؛ وقد كان يوفر حماية بسيطة ضد المقذوفات وكان يُحتفظ به ليتم استخدامه في قتال اليد باليد. استمر استخدام الترس حتى القرن السادس عشر.
في إيطاليا، كان يوجد أنواع مختلفة من الأتراس مثل تارج، وترس بارما وترس الأسطوانة (روتيلا) والتي كان يستخدمها الجماهير العادية، المبارزون والفرسان. تطور الأتراس الواقية للجسم المصنوعة من الصفائح جعل أهمية وشيوع الأتراس أقل وذلك لأن وجود النوع الأول قضى على الحاجة لوجود الأتراس. إلا أن القوات ذات التسليح الخفيف استمرت في استخدام الأتراس حتى بعد أن توقف الجنود المدربون على استخدام الأذرع في المعارك والفرسان عن استخدامها. وأيضًا استمر استخدام الأتراس حتى بعد ظهور الأسلحة التي تعمل بالبارود والتي جعلت من الأتراس أدوات متقادمة وبالية في ساحة المعركة. في القرن الثامن عشر، استخدمت القبائل الإسكتلندية أتراسًا مستديرة وصغيرة تُسمى تارج، وقد كانت هذه الأتراس فعالة بشكل جزئي ضد الأسلحة النارية المستخدمة في ذلك الوقت، ولكنها كانت مستخدمة بشكل أكبر ضد حِراب المشاة البريطانية وسيوف الخيالة أثناء القتال من مسافات قريبة.
أثناء القرن التاسع عشر، كانت الشعوب غير الصناعية والتي كان يقل فيها إمكانية الوصول إلى البنادق مازالت تستخدم الأتراس. حمل محاربو الزولو أتراسًا خفيفة الوزن مصنوعة من جلد الثور ومدعومة بسلسلة فقرية من الخشب، وكانت تلك الأتراس تسمى ترس إيشلانجو. وكان هذا الترس عادةً يُستخدم إلى جانب رمح قصير يُسمى (رمح أسيجاي) و/أو الهراوة.
ورغم أن حجم الترس كان يختلف حسب التفضيل الشخصي للمستخدم ودوره، إلا أنّ أغلب الأتراس كانت رقيقة مقارنةً بالاعتقاد الشائع (فكرة خاطئة نتجت عن تصوير الأتراس في الأفلام على أنها ثقيلة الوزن وكبيرة الحجم). حين استُخدمت الأتراس في المعارك، كان لها تأثير أكثر فاعلية في إحداث ضربات سريعة وخاطفة. وذلك عن طريق استخدامها لتشتيت اتجاه ضربات السيوف إلى الجانب، بدلًا من مجرد صدها رأسيًا، وحينها يصبح المُهاجم عرضة بشكل كبير للهجوم المضاد. هذه التقنية جعلت وزن الترس أخف وإحكام القبضة عليه أكثر سهولة من ذي قبل، وفي نفس الوقت وفر لحامل الترس قدرًا أقل من الإصابات التي يمكن أن يتعرض لها وساعده على بذل جهد أقل أثناء القتال.

## العصور الحديثة

### أتراس تطبيق القوانين

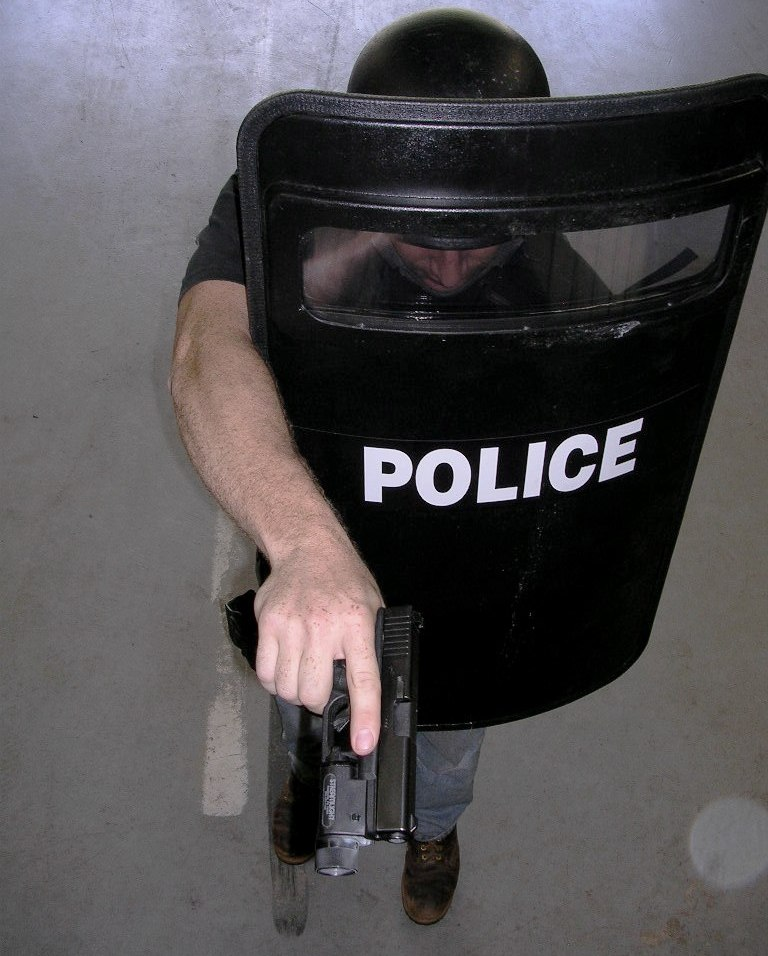
ضابط شرطة يستخدم ترسة مضادا للقذائف (ترس باليستي) من المستوى A3 المعتمد من المعهد القومي للعدالة NIJ

الأتراس المضادة للهجمات المسلحة مازالت تُستخدم حتى الآن بواسطة العديد من قوات الشرطة حول العالم. هذه الأتراس الحديثة مُعدة لغرضين على نطاق واسع. النوع الأول وهو، ترس مكافحة الشغب وهو يستخدم للسيطرة على أعمال الشغب ويمكن أن يُصنع من المعدن أو من المواد الصناعية المركبة مثل بولي كربونات الليكسان أو الماكرولون أو من مايلار البولي إيثلين تيريفثاليت. هذا النوع مثالي لتوفير الحماية ضد المقذوفات الكبيرة نسبيًا وذات السرعة المنخفضة، مثل الحجارة والزجاجات، وكذلك الضربات بقبضة اليد أو الهراوات. أتراس مكافحة الشغب الصناعية تتمتع بوجود جزء شفاف، لتسمح باستخدام الترس دون أن تعيق الرؤية. وبالمثل، فإن أتراس مكافحة الشغب المعدنية تحتوي على جزء شفاف موازٍ لمستوى العين لنفس الغرض. تُستخدم أتراس مكافحة الشغب عادةً لصد وإبعاد الحشود وذلك عندما يقف مستخدمو الأتراس جنبًا إلى جنب ليشكلوا حائطًا يصد المتظاهرين، وكذلك فهي توفر الحماية ضد الشظايا والمقذوفات وقنابل المولوتوف وأثناء قتال اليد باليد.
أما النوع الثاني من أتراس الشرطة الحديثة فهو الترس التكتيكي المضاد للرصاص. تُصنع هذه الأتراس عادةً من المواد الصناعية المتطورة مثل الكيفلر (ألياف الأراميد المقاومة للحرارة) وتُصمم لتكون مضادة للرصاص، أو على الأقل تكون مقاومة للرصاص. يوجد نموذجان متاحان من الأتراس. 1. الأتراس خفيفة الوزن من فئة A3 التي تعترض المسدسات اليدوية والرشاشات نصف الآلية. 2. الأتراس الثقيلة من الفئة 3 والفئة 4 التي تعترض طلقات الرشاشات الآلية ذات الطلقات المتتالية. الأتراس التكتيكية عادةً ما تتميز بوجود منفذ لإطلاق النار حتى يتمكن ضابط الشرطة من استخدام السلاح أثناء استخدام الترس لحماية نفسه، كما تتميز أيضًا بوجود منفذ رؤية شفاف من الزجاج المضاد للرصاص. وهذه الأنواع يستخدمها قوات شرطة خاصة، مثل، فرقة التدخل السريع الخاصة (SWAT) في عمليات الاقتحام الخطيرة وحالات الحصار، مثل إنقاذ الرهائن واقتحام تجمعات العصابات، كما تُستخدم أيضًا في عمليات مكافحة الإرهاب. الأتراس التكتيكية غالبًا ما يكون عليها علامات كبيرة تشير إلى «الشرطة» (أو اسم القوة التي تستخدم الترس، مثل «دائرة الشرطة المدنية - الولايات المتحدة») وذلك لكي توضح أن صفة مستخدم الترس هي ضابط مسئول عن تنفيذ القوانين.

### الأتراس المضادة للأسلحة النارية
مع انتشار استخدام الأسلحة الآلية المتزايد في الحرب العالمية الأولى ومع وجود الصراعات والمعارك اللاحقة، اكتسحت نيران الأسلحة الآلية هذه الساحات. وفي نفس الوقت الذي كان الجنود المختبئون في الخنادق والحصون الأرضية محصنين من هذه النيران، كان الجنود الآخرون المزودون بالأسلحة الآلية عرضة للإصابة والجرح. منذ الحرب العالمية الأولى، ظهرت العديد من المحاولات لإدخال أتراس مضادة للأسلحة النارية في الرشاشات الآلية ذات الحامل الثلاثي أو الرشاشات المحمولة على السيارات بهدف حماية مشغلي المدافع الرشاشة. وسائل النقل ذات الأسلحة المحمولة والتي تتمتع بوجود أتراس مضادة للأسلحة النارية لحماية مُطلق النار، تتضمن سيارات الجيب (سيارات عسكرية صغيرة)، وسيارات الهامفي (سيارات متنقلة متعددة الأغراض ذات قدرة نقل عالية)، والسيارات المدرعة، والقوارب.

### التطبيقات غير العسكرية
تستخدم العديد من التطبيقات غير العسكرية أيضًا أحد أنواع الأتراس، ولكن عادة ما يكون هذا الترس ليس مجرد جهاز واحد يتم ارتداؤه على الذراع أو إمساكه باليد وإنما يتكون من العديد من ألواح الحماية والمواد العازلة. تتمتع المركبات الفضائية بوجود درع حراري وذلك لضمان عودة آمنة. تستخدم الأجهزة الإلكترونية الأتراس للتقليل من الضوضاء الإلكترونية والتداخل بين الإشارات. كابلات التوصيل ذات الجودة الأفضل المُستخدَمة في الموسيقى المسموعة والإلكترونية تستعمل الأتراس للتقليل من التشويش والضوضاء. الأفراد والأنظمة التي يجب أن تعمل بوجود إشعاع التأين (أشعة X) مثل أطباء الأسنان، وفنيي المستشفيات، والمرضى الذين يخضعون لأشعة X يجب أن تتم حمايتهم عن طريق الملابس المدرعة بالرصاص.
«الترس» أيضًا مصطلح تصميم يُستخدم لوصف رمز أو شعار يشابه ترسًا مميزًا. معامل أفلام وارنر بروس (.Warner Bros) تستخدم أتراسًا منقوشًا عليها حرفي WB كشعار لها. أفلام كارتون لوني تونز (Loony Tunes) والتي تم إصدارها من خلال معامل وارنر بروس، تُفتتح بترس رمزي يحمل حرفيّ WB وتقوم الكاميرا بتقريب الصورة تدريجيًا من خلال مجموعة دوائر متحدة المركز.

## وسائط متعددة

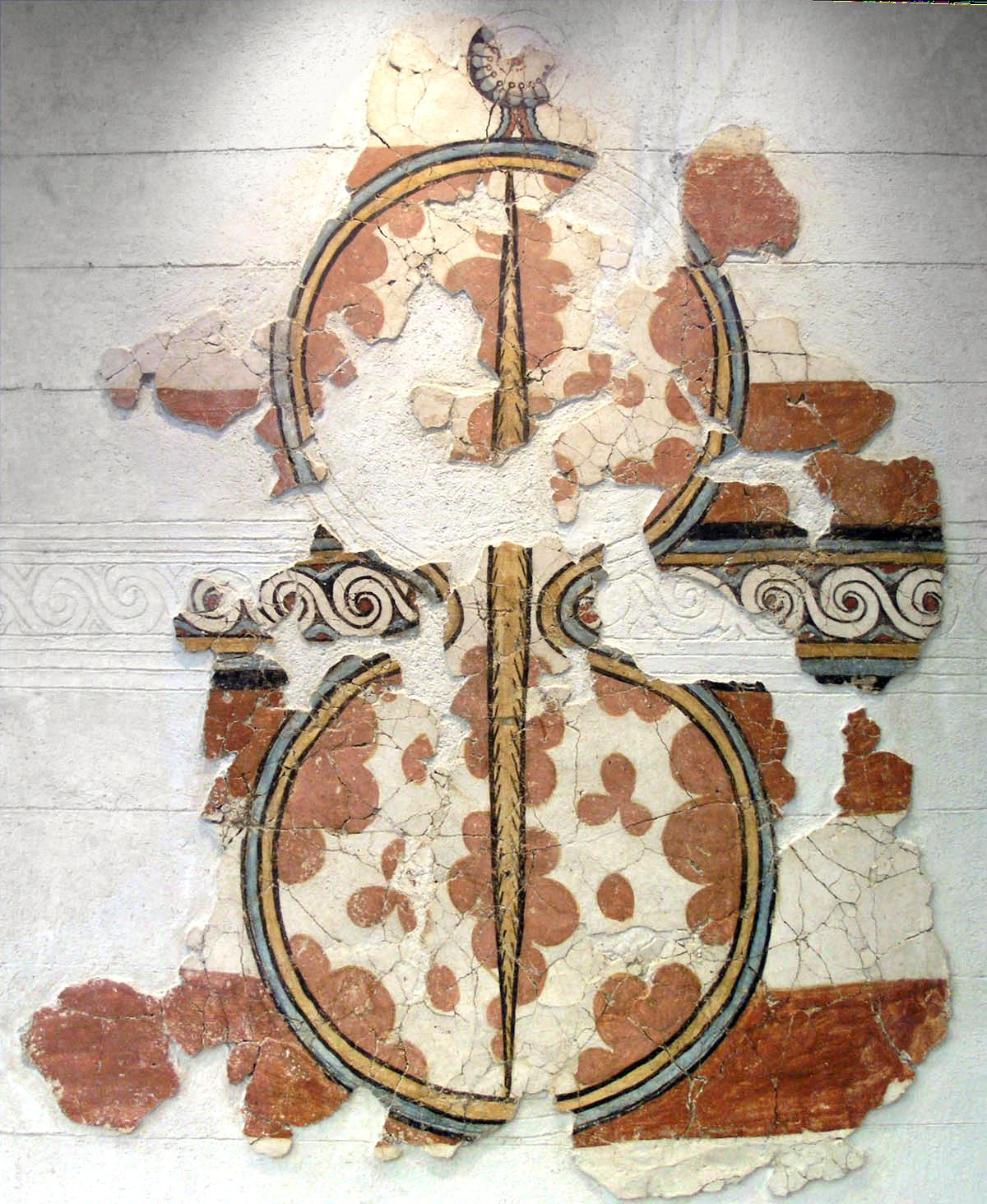
لوحة حائط تصور ترسًا ثُماني الشكل من الحضارة الميسينية مع حزام تعليق في المنتصف استخدمه الميسينيون في القرن الخامس عشر قبل الميلاد، المتحف القومي للآثار، أثينا - وجه الترس ثُماني الشكل كان محدبًا تمامًا. الحزام المشار إليه ربما يكون النتوء البارز في مقدمة الترس (يرمز إليه بواسطة الزخرفة المرئية على جلد الثور).
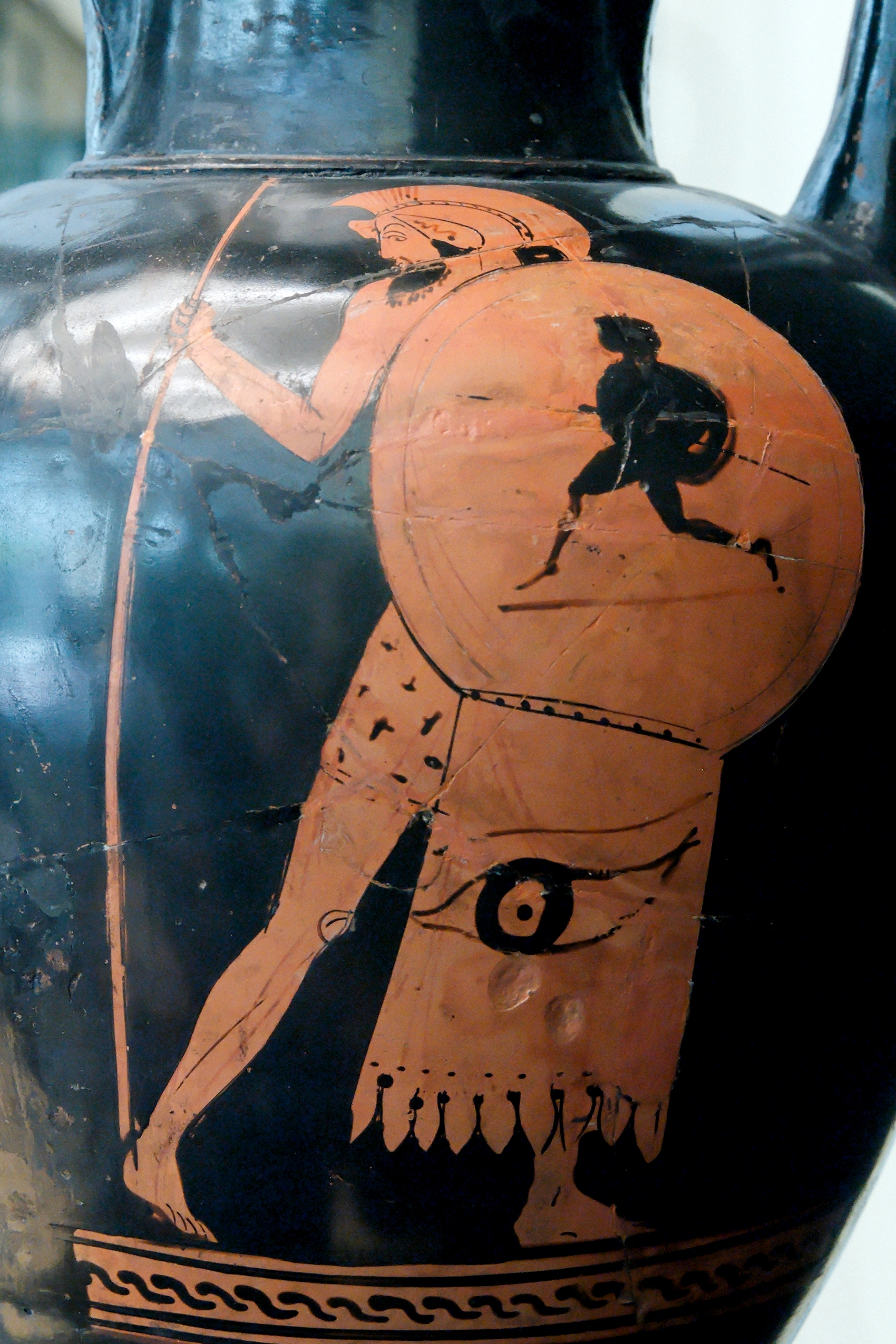
محارب هوبلن مرسوم بواسطة الفنان أولكيماتشوس Alkimachos، على مزهرية حمراء مصنوعة من الفخار، عام 460 قبل الميلاد. ونجد الترس له ستارة منسدلة تُشكل حماية من السهام.
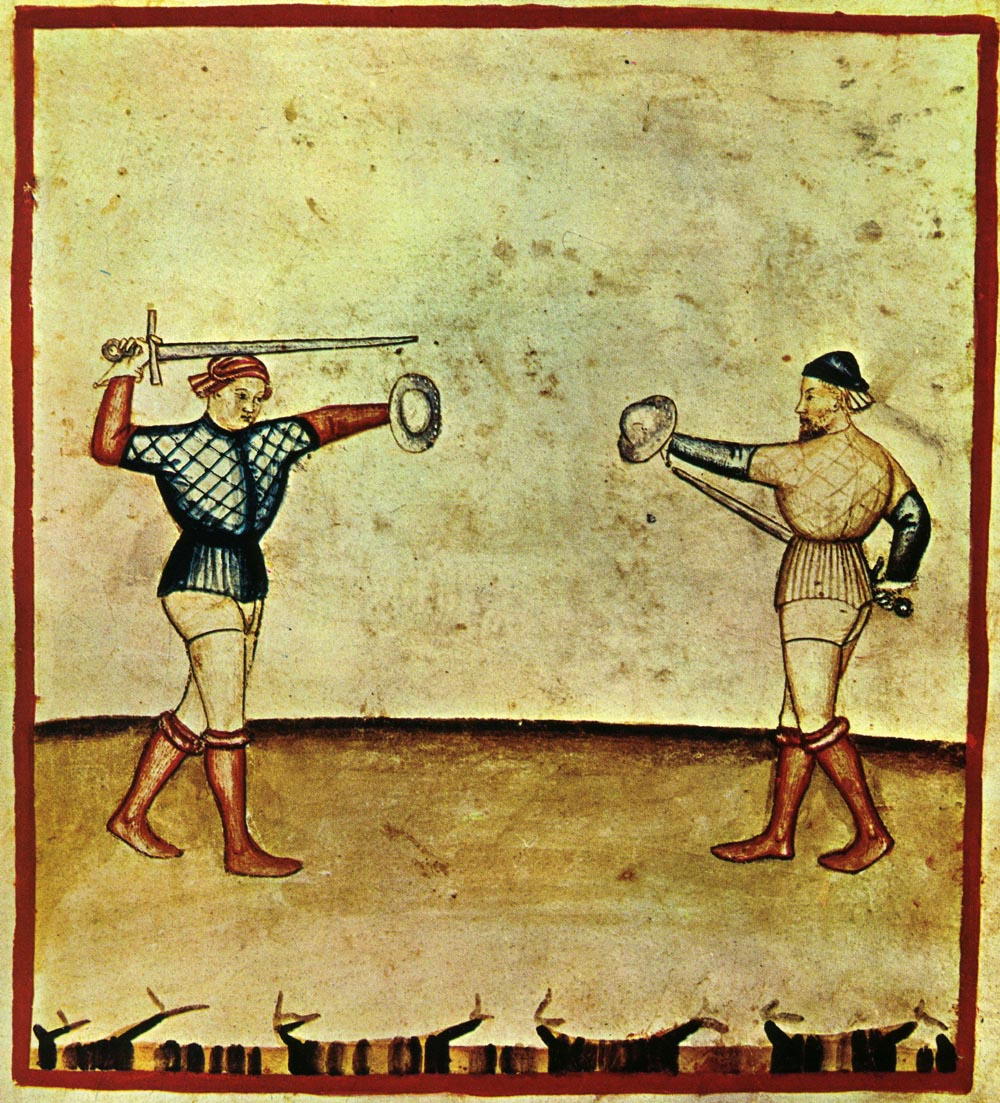
صورة لقتال بالسيف والترس، وهي عبارة عن لوحة من دليل الصحة الذي تم إنشاؤه في القرون الوسطى (تاكوينيم سانيتاتس)، معروض في متحف لومباردي، عام 1390
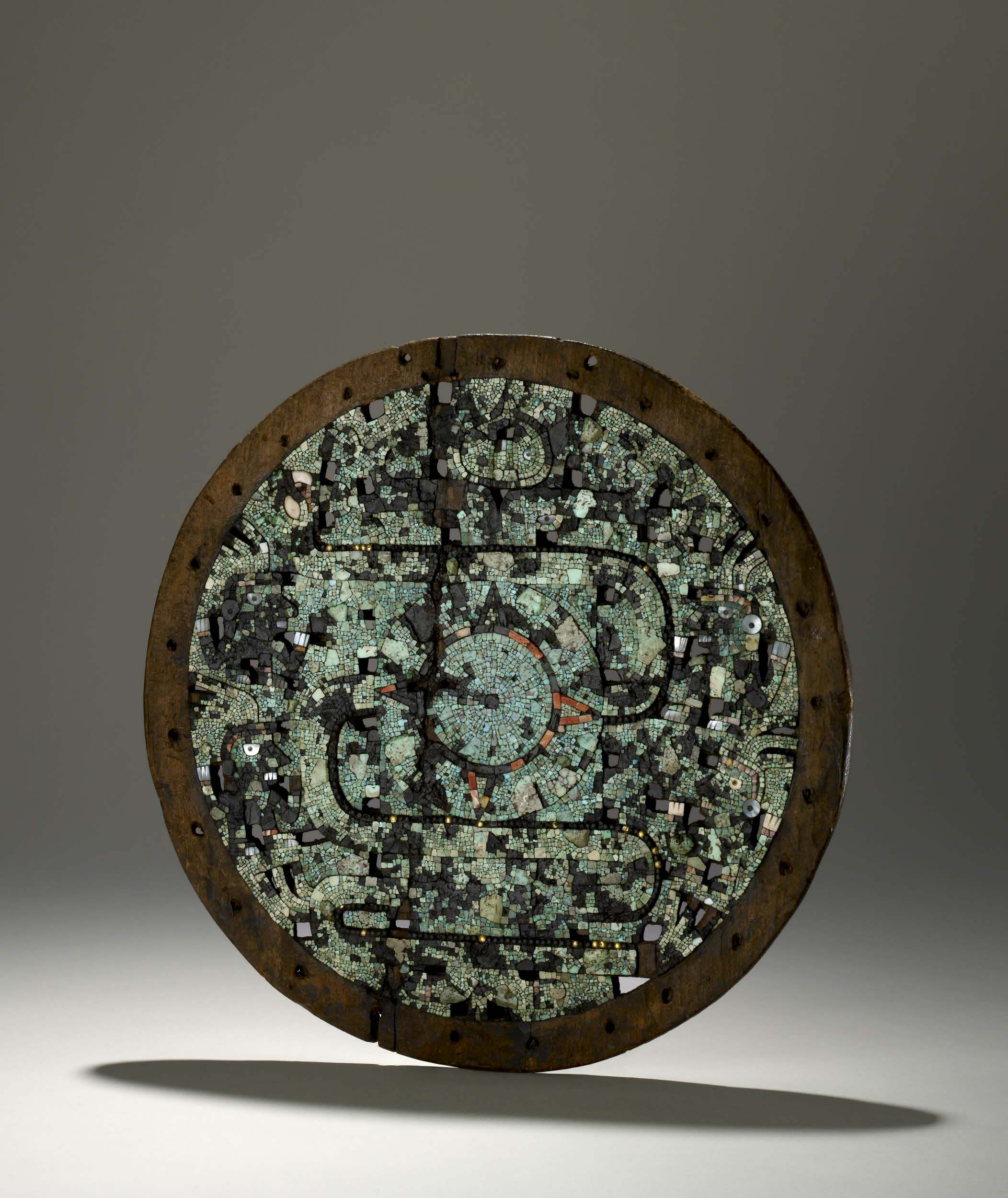
ترس شعائري مزين بالفسيفساء. من الأزتيك أو الميكستك، من عام 1400 - 1521 ميلاديًا، موجود في المتحف البريطاني
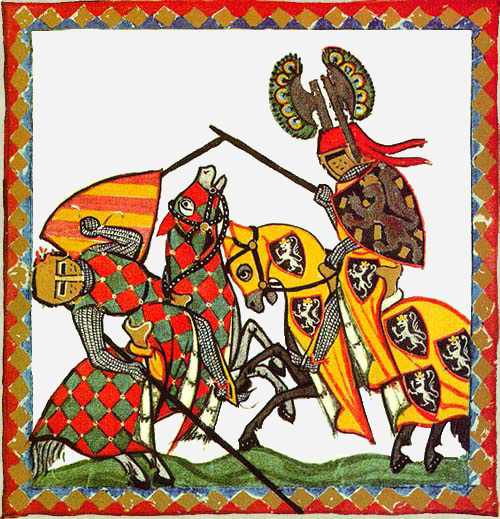
لوحة من مخطوطة مانيس (Manesse) تُظهر مبارزة بين فارسين على ظهر الأحصنة وهما يحملان الأتراس
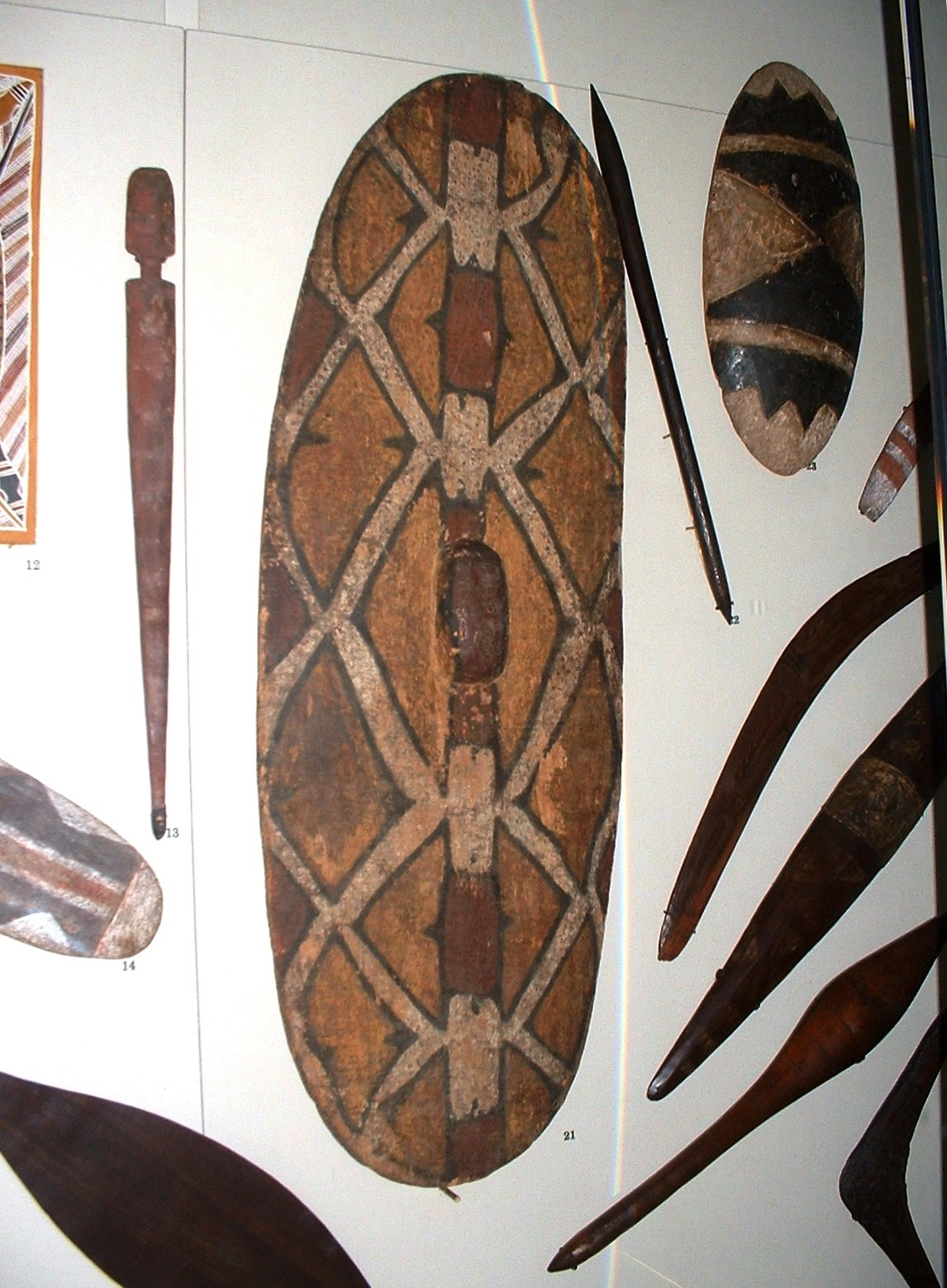
ترس سكان أستراليا الأصليين، متحف رويال ألبرت التذكاري
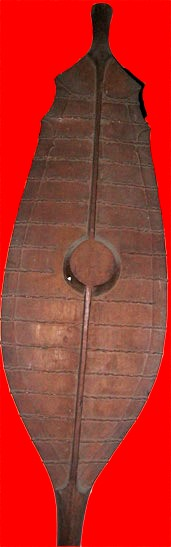
ترس جزيرة نياس الشعائري